# 중세 요리

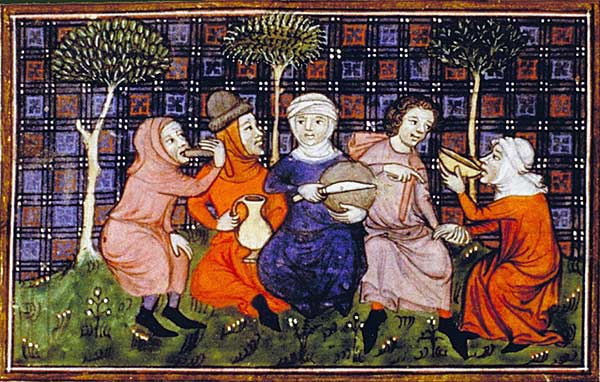
빵과 음료로 간단한 식사를 나누는 농민; Livreduroi Modus et de laine Ratio, 14세기

중세 요리(Medieval cuisine)는 5세기에서 15세기까지 지속된 중세 시대 동안 다양한 유럽 문화의 음식, 식습관 및 요리 방법을 포함한다. 이 시기 동안 식단과 요리는 현대 유럽 요리의 기초를 다지는데 도움을 주었던 근세보다 덜 변화했다.
중세 전기에는 쌀이 유럽에 늦게 전래되었고, 감자는 16세기에, 그리고 훨씬 나중에 더 많은 사람들이 사용했기 때문에 곡류는 가장 중요한 주식으로 남아 있었다. 보리, 귀리, 호밀은 가난한 사람들이 먹었으며, 밀은 일반적으로 더 비쌌다. 이것들은 모든 계층의 사람들이 빵, 죽, 그루얼, 파스타로 소비했다. 육류는 더 비싸고 일반적으로 더 권위 있는 반면, 치즈, 과일, 채소는 하위 계층을 위한 중요한 보충제였다. 사냥으로 얻은 고기인 사냥감은 귀족들의 식탁에서만 흔했다. 가장 널리 퍼진 정육점 고기는 돼지고기, 닭고기, 그리고 다른 가금류였다. 토지에 더 많은 투자가 필요했던 쇠고기는 그리 흔하지 않았다. 다양한 생선들도 섭취되었으며, 대구와 청어는 북부 인구의 주된 버팀줄이었다.
느리고 비효율적인 운송 수단은 많은 음식의 장거리 무역을 매우 비싸게 만들었다(다른 음식들은 운송이 불가능하게 만들었다.). 이 때문에, 귀족의 음식은 가난한 사람들의 음식보다 외국의 영향을 받기 쉬웠고, 이국적인 향신료와 값비싼 수입품에 의존했다. 각 사회 계층이 위의 것을 모방하려고 시도함에 따라, 12세기 이후 국제 무역과 외국 전쟁으로부터의 혁신은 중세 도시의 중상류층을 통해 점진적으로 확산되었다. 향신료와 같은 사치품을 경제적으로 이용할 수 없는 것 외에도, 법령은 특정 사회 계층 사이에서 특정 음식의 소비를 금지했고, 사치법은 벼락 부자들 사이에서 눈에 띄는 소비를 제한했다. 사회 규범은 또한 노동자 계층의 음식이 덜 정제되어야 한다고 지시했는데, 왜냐하면 노동자 계층의 음식은 자신의 삶의 방식과 자신의 음식 사이에 자연스러운 유사성이 있다고 믿었기 때문이다. 힘든 육체 노동은 더 거칠고 값싼 음식을 필요로 했다.
중세 후기에 발전된 정제된 요리의 한 종류는 유럽 전역의 귀족들 사이에서 표준이 되었다. 상류층 중세 음식의 전형적인 매콤달콤 레퍼토리의 일반적인 조미료에는 흑후추, 사프란, 생강과 같은 향신료와 함께 과즙, 와인, 식초가 포함되었다. 이것들은 꿀이나 설탕의 광범위한 사용과 함께 많은 요리에 단 맛을 주었다. 아몬드는 수프, 찌개, 그리고 소스에, 특히 아몬드 밀크와 같은 증점제로서 매우 인기가 있었다.